# 40 (nombre)
Pour les articles homonymes, voir Quarante (homonymie).
Le nombre 40 (quarante) est l'entier naturel qui suit 39 et précède 41.

## Étymologie
Le nom quarante vient du latin quadraginta. Le mot est composé de quadra (quatre) et ginta (dix, par le sanskrit dekem et sa dérivation vers kimti). Littéralement quarante signifie 4 dizaines.

## En mathématiques
Le nombre 40 est :
- un nombre pratique ;
- un nombre octogonal ;
- la somme des quatre premiers nombres pentagonaux ;
- un nombre pyramidal pentagonal ;
- un nombre Harshad en base dix ;
- un nombre hautement brésilien, c'est le plus petit nombre à être quatre fois  brésilien (ou 4-brésilien) avec 40 = 11113 = 557 = 449 = 2219 ;
- le plus petit nombre n pour lequel l'équation φ(x) = n admet exactement 9 solutions ;
- le nombre de solutions du problème des n dames pour n = 7 ;
- un zéro de la fonction de Mertens ;
- la somme des quatre premières puissances de 3 (30 + 31 + 32 + 33 = 40).

## En sciences
- 40 est le numéro atomique du zirconium,
- son opposé, −40, est la température (en degrés) à laquelle les graduations Celsius et Fahrenheit sont au même point numérique (c'est-à-dire −40 °C = −40 °F).

## Dans d'autres domaines
Le nombre 40 est aussi :
- l'âge atteint par un quadragénaire,
- la valeur, au tennis, du troisième point marqué d'un jeu,
- la durée normale d'heures de travail au Canada, 5 jours à raison de 8 h par jour,
- le CAC 40, l'indice des 40 valeurs boursières les plus importantes en France,
- Ali Baba et les Quarante Voleurs dans Les Mille et Une Nuits,
- Ronald Reagan, le 40e président des États-Unis,
- dans les traditions juives, chrétiennes et musulmanes : la locution Quarante jours et quarante nuits décrit la période durant laquelle la pluie est tombée lors du déluge de Noé. L'Exode des Hébreux dans le désert, et chacune des trois périodes de la vie de Moïse dura quarante ans. Des espions ont été envoyés par Moïse pour explorer le pays de Canaan (promis aux enfants d'Israël) pendant quarante jours. Goliath a défié les Israélites deux fois par jour pendant quarante jours avant que David ne le batte. Le roi David régna quarante ans, comme son fils et successeur le roi Salomon. Le prophète Élie a dû marcher 40 jours et 40 nuits avant d'arriver au mont Horeb ; dans les Évangiles synoptiques, la tentation du Christ dure quarante jours, et c'est également le nombre usuel de jours de la période du carême dans la pratique chrétienne moderne, qui est de 40 jours avant Pâques. L'ascension du Christ a lieu 40 jours après la fête de Pâques. Saint Joachim jeûne durant quarante jours dans le désert ;
- le numéro de la sourate Al-Ghafir dans le Coran,
- l'indicatif téléphonique international de la Roumanie,
- le nombre de jours après la mort pendant lesquels les esprits de la mort tournent autour du site de leurs morts, suivant la croyance russe,
- l'expression anglaise « Forty winks » (quarante clins d'œil) désigne un « petit somme »,
- une partie du nom d'un groupe britannique de reggae : UB40,
- la taille de 40 onces utilisée pour la liqueur, typiquement pour la malt liquor bon marché,
- le n° du département français des Landes,
- le nombre d'années de mariage des noces d'émeraude,
- BIP 40, le baromètre des inégalités et de la pauvreté,
- en anglais, forty est le seul nombre dont les lettres apparaissent dans l'ordre alphabétique,
- les quarantièmes rugissants (Roaring Forties en anglais), latitudes venteuses entre les 40e et 50e parallèles dans l'hémisphère Sud,
- le quarantième des Gaules, taxe prélevée par les Romains sur les marchandises franchissant la frontière gauloise.

## Expression
S'en foutre comme de l’an quarante : ne pas prêter d'importance à quelque chose (étymologie dans le Wiktionnaire).

## Note
1. ↑  Et numération tchouvache : XXXX.